# Hati (Anatolija)
Hati so bili staroveško ljudstvo iz osrednje Anatolije v sedanji Turčiji. Omenjeni so že v obdobju Sargona Akadskega (okoli 2300 pr. n. št.), potem pa so jih do okoli 2000-1700 pr. n. št. postopoma absorbirali indoevropski Hetiti.

## Zgodovina
"Dežela Hati" je najstarejše znano ime osrednje Anatolije. Na asirskih klinopisnih tablicah iz obdobja Sargona Akadskega (okoli 2350-2150 pr. n. št.), odkritih v Mezopotamiji, je Hati omenjen kot hatti matu. Na tablicah je zapis, da asirsko-akadski trgovci prosijo za pomoč kralja Sargona. V asirskih kronikah se je naziv hatti matu uporabljal približno 1500 let do leta 630 pr. n. št. Po kasnejših hetitskih zapisih se je Sargon Veliki vojskoval z luvijskim kraljem Nurdagalom iz Burušande, njegov naslednik Naram-Sin pa s hatskim kraljem  Pambo in šestnajst drugimi kralji iz anatolske konfederacije.
Uporaba izraza Prahetiti za Hate je nepravilna. Hetiti so bili takrat znani kot Nešili – tisti, ki govorijo jezik neše. Hetitski jezik je bil indoevropski in se je razlikoval od hatskega. Hetiti so za svoje novoustanovljeno kraljestvo privzeli naziv Dežela Hati. Hati so se nazadnje zlili z ljudstvi, ki so govorila indoevropske jezike, kot so hetitski, luvijski in palajski.
Hati so bili organizirani v mestne države in majhna kraljestva ali kneževine. Mesta so bila dobro organizirana in vodena po  teokratskih načelih.

## Jezik
Hati so govorili  neindoevropski hatski jezik. Nekateri sodobni jezikoslovci so prepričani, da je bila hatščina sorodna s severozahodnokavkaškimi jeziki.
Do zdaj je bilo odkritih približno 150 kratkih hatskih besedil, pisanih na glinaste tablice s hetitskim klinopisom. Hatski voditelji so morda zaposlovali pisarje, ki so pisali v stari asirščini. Ekrem Akurgal o tem pravi: "Anatolski knezi so za trgovanje z Mezopotamijo, na primer s Kanešem (Kültepe), uporabljali pisarje, ki so obvladovali asirščino". Od 21. stoletja pr. n. št.  do sredine 18. stoletja pr. n. št. je imela Asirija v Hatiju, na primer v Hatumu in Zalpi, organizirane trgovske postaje.
Znanstveniki so bili dolgo časa prepričani, da je v osrednji Anatoliji v 3. tisočletju pr. n. št. prevladovalo domorodno predindoevropsko ljudstvo Hati. Povsem mogoče je, da so bili takrat tam  naseljeni tudi indoevropsko govoreči prebivalci. Jezikoslovka Petra Goedegebuure trdi, da se je v osrednji Anatoliji pred prihodom Hetitov razen hatskega že dolgo govoril tudi indoevropski jezik, verjetno luvijski.
Hatščina je proti koncu novohetistkega obdobja postala manjšinski jezik, vendar se je ohranila najmanj do konca 14. stoletja pr. n. št.

## Religija
Hatska religija je segala v kameno dobo. Vključevala je čaščenje zemlje, ki jo je poosebljala boginja mati. Hati so jo častili, da bi jim zagotovila obilen pridelek in dobro počutje. V hatskem  panteonu so bili še bog groma Taru v podobi bika,  boginja  sonca Furušemu ali Vurunšemu v podobi leoparda in več drugih elementarnih bogov. Na reliefih v  Çatalhöyüku je upodobljena ženska, ki rojeva bika, se pravi boginja-mati Kataha ali Hanahana, mati boga groma Taruja.
Hetiti so velik del hatskega panteona vključii v svoja verska prepričanja. James Mellaart trdi, da se je avtohtona anatolska religija vrtela okoli koncepta vode in zemlje. Slikovni in pisni viri kažejo, da je bil za prebivalce Anatolije najpomembnejši zemeljski bog vode. Z vodo in zemljo so bili povezani tudi številni drugi bogovi.  Zemeljski bog vode se je s hetitskim klinopisom na splošno pisal z dIM. Anatolski bogovi groma so se pisali s približno sto različicami dU, povezanimi ali s Hati ali s krajevnimi imeni.
Hetitske legende o Telipinuju in kačastem zmaju Ilujanki imajo svoj izvor v hatski civilizaciji.